# Fiat 70
Fiat 70 — легковой автомобиль, выпускавшийся компанией Fiat с 1915 по 1920 год.
На автомобиль устанавливался рядный, 4-цилиндровый двигатель мощностью 21 л. с., который позволял автомобилю разгоняться до 70 км/ч. 
Всего произведено около 1000 автомобилей, почти все они были отправлены в Итальянскую армию.
На замену 70 модели пришел Fiat 501.